# National Intelligence Agency (Thailand)

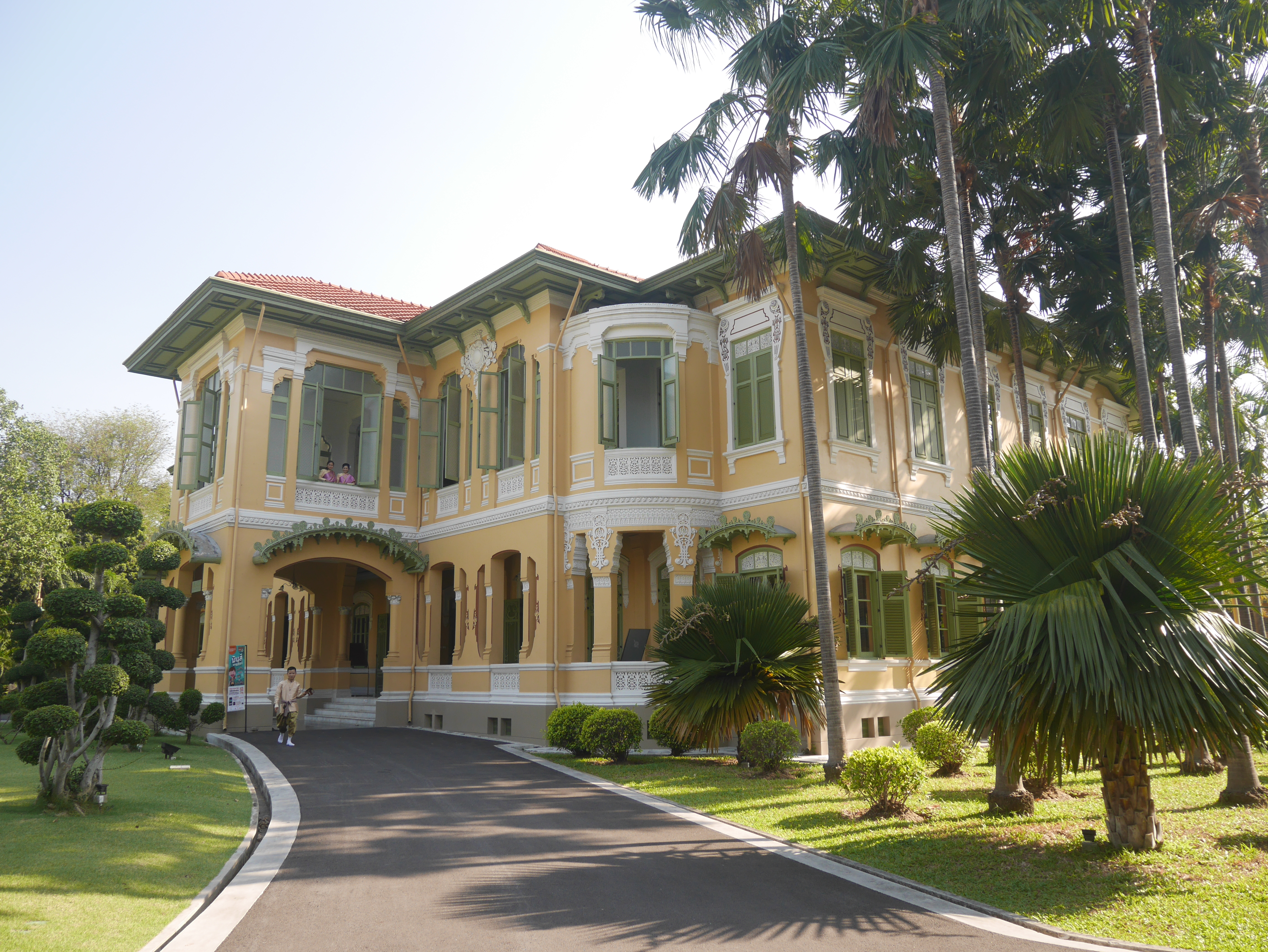
National Intelligence Agency (NIA). Der Hauptsitz befindet sich im Paruskavan Palace in Bangkok.

Die National Intelligence Agency (NIA) (Thai: สํานักข่าวกรองเเห่งชาติ) ist eine thailändische Regierungsbehörde für Spionageabwehr und Sicherheit. Es dient als Teil des Amtes des Premierministers (OPM). Der Hauptsitz befindet sich im Paruskavan Palace in Bangkok.

## Geschichte
Die Regierung richtete am 1. Januar 1954 das Department of Administrative Intelligence unter dem Kabinett von Thailand ein. Phao Siyanon wurde zum ersten Direktor ernannt. Am 2. Dezember 1959 wurde es in Department of Central Intelligence umbenannt und während der Regierung von Premierminister Prem Tinsulanonda erneut in National Intelligence Agency (NIA) umbenannt.
1985 machte das National Intelligence Act, B. E. 2528 (1985) die NIA zum führenden thailändischen Geheimdienst. Die Realität ab 2016 war, dass sieben thailändische Geheimdienste – die NIA, der Geheimdienst der Armee, der Geheimdienst der Marine, der Geheimdienst der Luftwaffe, der Geheimdienst des Obersten Kommandozentrums, das Special Branch Bureau und das Hauptquartier des Nationalen Sicherheitskommandos – größtenteils unabhängig voneinander arbeiten. Im Jahr 2017 wurde ein Plan ausgearbeitet, um die Bemühungen von 27 verschiedenen thailändischen Geheimdiensten zu konsolidieren.